# Nieuport 12

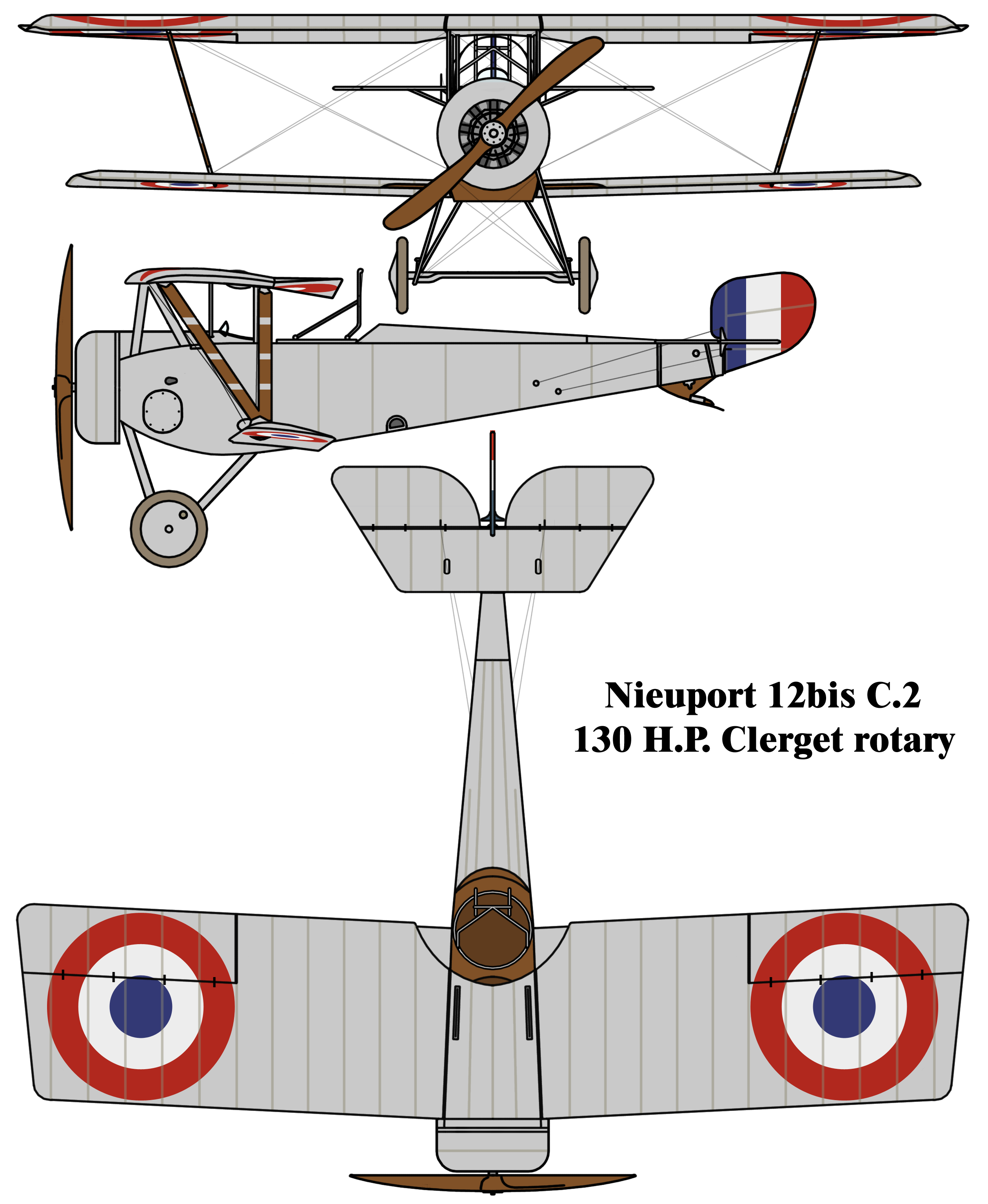
Nieuport 12bis C.2

Le Nieuport 12 est un avion de reconnaissance, de chasse et d'entraînement produit par la Société anonyme des établissements Nieuport durant la Première Guerre mondiale. Développé à partir du Nieuport 10, il est utilisé par l'armée française, les forces britanniques, l'armée impériale russe et les forces armées italiennes à partir de 1915. Il est retiré des premières lignes à partir de 1917. 